# Prolacuna
Prolacuna là một chi ốc biển săn mồi, là động vật thân mềm chân bụng sống ở biển trong họ Naticidae, họ ốc Mặt Trăng.

## Các loài
Các loài thuộc chi Prolacuna bao gồm:
- Prolacuna indecora (Thiele, 1912)[2]
- Prolacuna macmurdensis (Hedley, 1911)[3]